# Siedliszcze (rejon kamieński)
Siedliszcze (ukr. Седлище) – wieś na Ukrainie, w obwodzie wołyńskim, w rejonie kamieńskim. Liczy 1205 mieszkańców.
Do 2020 w rejonie lubieszowskim. 